# 悪女フリート
『悪女フリート』（蘭: Dulle Griet, 英: Dull Gret (Mad Meg)）は、ルネサンス後期の風景画家、ピーテル・ブリューゲルによって1561年 に製作された油彩画。

## 表記
日本では「狂女フリート」、「気違いグレーテ」とも呼ばれるが、ベルギーの民族学者ヤン・グラウルズによると、「dulle」はそうした意味ではなく「激怒した」、「立腹した」（英語のwrathful、angry、hot-temperedにあたる）という意味だとしている。さらに16世紀では「意地の悪い女」「がみがみ怒る女」への蔑視語として「Dulle Griet」が使われていたことがわかっている。現在でもオランダ南部では、悪女の代名詞となっているとされる。もともと「フリート」というのはギリシア神話に登場する「復讐の女神」であり、正義の味方とされている。「マルガレータ（マーガレット）」の愛称で呼ばれることもある。

## 内容
地獄のように一面火の海といえるような画面に魚、ヒキガエル、虫、スッポン、イモリ、鳥、ザリガニ、クモなどに似た得体のしれない怪物が所狭しと描かれている。中央やや左寄りに大きく描かれているのが悪女フリートで、彼女は鉄のヘルメットをかぶり、甲冑を身につけ、料理道具や家事道具、宝石箱などを手に持ち、剣を振るいながら猛進している。彼女の行き先には大きな口を開けた人間のような顔があるが、これは地獄の入口を示唆している。フリートの後ろにも多くの女性が描かれ、怪物に襲いかかり、身ぐるみを剥いでいる。
本作の制作の経緯や内容の意味するところなどについて正確には分かっていないが、ブリューゲルは他に『ネーデルラントの諺』という絵を描いており、本作もフランドル地方に伝わる悪女フリートにまつわる諺をモチーフに描かれている。例えば「彼女は地獄の前で略奪し、無傷で戻ってくる」、「地獄に行くなら剣を持って行け」、「クッションの上で悪魔を縛る」、「地獄から戦利品を持ち帰ろうとする者は、悪女を連れて来るのがよい」、「女はひとりでも騒々しく、二人で多くのトラブルを、三人寄れば大祭り、四人で喧嘩、五人揃えば軍隊、六人いれば悪魔も戦う武器を知らない」などである。また、描かれた怪物たちは男性の具現であり、悪女フリートと女性たちは、当時の男性優位社会での女性に向けられた抑圧や蔑視に対する反抗を図像化したものである、とする見方もある。
作品の構図や怪物の描き方など、ヒエロニムス・ボスの『快楽の園』の影響を受けている。

## 文学作品
ベルトルト・ブレヒトの戯曲『肝っ玉おっ母とその子どもたち』に登場するアンナは、戦場の中を商売稼業をして国々を渡り歩くという、戦時下を生き抜くたくましい女性として描かれているために、しばしば本作を引き合いに出して語られる。またブレヒトは自身の戯曲『コーカサスの白墨の輪』に登場するグルシェについて、「グルシェはブリューゲルの描いた『悪女フリート』のようなところがある」と言っている。

## 大砲の名称
ヨーロッパでは大砲が製造されるとそれに女性の名前が付けられた。16世紀初頭にヘントに据えられた大砲に「悪女フリート」の名前が与えられ、北アイルランドのロンドンデリーやエジンバラの大砲は「気狂いメグ」（モンス・メグ、悪女フリートの別名）と名付けられた。